# Alopias palatasi
Alopias palatasi é uma espécie extinta de tubarão-raposa (Alopias) gigante que viveu há aproximadamente 20,44 a 13,7 milhões de anos durante a época do Mioceno, conhecida por seus dentes serrilhados únicos. É conhecida apenas por dentes isolados, que são grandes, podendo medir mais de 4 cm, indicando um tamanho comparável ao do tubarão-branco. Contudo, esses dentes são raros e encontrados em depósitos na costa leste dos Estados Unidos e em Malta. Os dentes de A. palatasi são notavelmente semelhantes aos do tubarão-raposa gigante Alopias grandis [en], e a espécie já foi considerada uma variante deste último no passado. Cientistas sugeriram que A. palatasi poderia ter atingido comprimentos comparáveis aos do tubarão-branco e possuía um contorno corporal semelhante.

## Descoberta e taxonomia

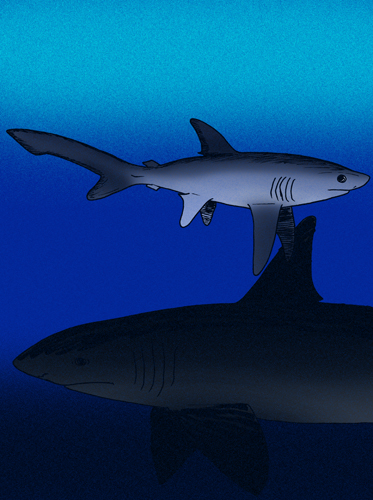
A. palatasi foi inicialmente considerado uma variante de A. grandis (acima).

Em 2002, rumores começaram a circular sobre a descoberta de um novo tipo de dentes de tubarão serrilhados de uma espécie não descrita de tubarão da ordem Lamniformes, provenientes de depósitos do Mioceno na Carolina do Sul, encontrados por colecionadores amadores e comerciantes de fósseis. Inicialmente, esses fósseis foram frequentemente descartados como dentes de outros tubarões, como o megalodonte ou Parotodus benedenii. No entanto, chegou-se a um consenso de que provavelmente pertenciam a um morfotipo de Alopias grandis. Apesar da grande atenção de colecionadores amadores e comerciantes, esses fósseis permaneceram sem menção na literatura científica por muitos anos.
Em 2014, o lendário comerciante de fósseis Mark Palatas doou um único dente ao paleoictiologista David Ward, na esperança de que isso desencadeasse uma descrição formal. Ward, então, iniciou a pesquisa com seu colega Bretton Kent. No ano seguinte, em outubro de 2015, Ward e Kent apresentaram um pôster na Sociedade de Paleontologia de Vertebrados relatando a existência da nova espécie. Em 2018, os dois publicaram um artigo formal, nomeando a espécie como Alopias palatasi em homenagem a Palatas, classificando-a como grupo irmão de A. grandis.
Foram designados sete espécimes-tipo das coleções do Museu Marítimo de Calvert [en] e do Museu Nacional de História Natural dos Estados Unidos. O holótipo é o CMM-V-385, um dente anterior superior direito encontrado na Camada 12 das falésias da formação Calvert perto de Parkers Creek. Seis parátipos também foram designados: CMM-V-3876, um dente muito desgastado encontrado nas praias do Parque Natural de Flag Ponds [en], retrabalhado da formação Choptank [en] ou do membro Plum Point da formação Calvert; CMM-V-3981, um dente lateral superior direito coletado nas praias perto de Parkers Creek; CMM-V-4242, um dente das praias do condado de Calvert, Maryland; CMM-V-5823, um dente lateral inferior esquerdo, doado por Palatas, encontrado a jusante do rio May, Carolina do Sul; USNM 411148, um dente também encontrado na Camada 12 das falésias da formação Calvert perto de Parkers Creek; e USNM 639783, um dente coletado nas praias perto de Parkers Creek.

## Descrição

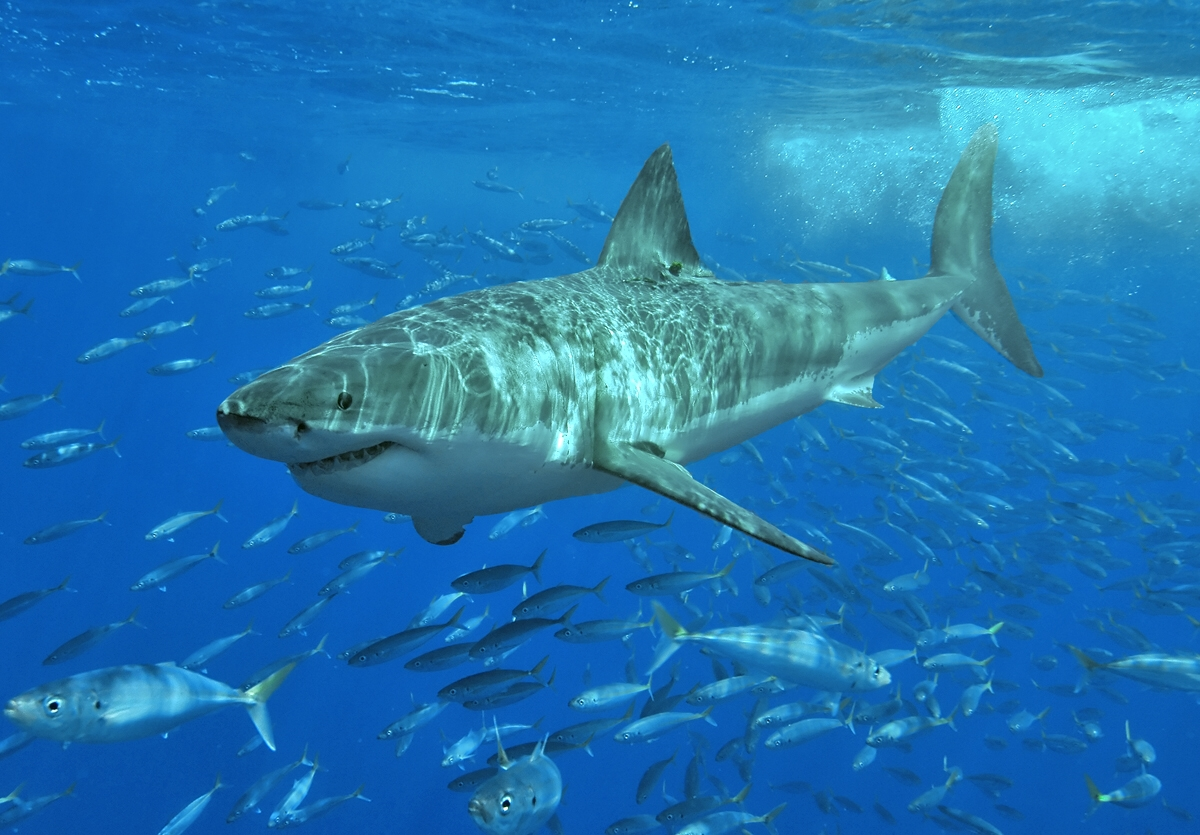
Embora seja um tubarão-raposa, cientistas sugeriram que A. palatasi poderia se assemelhar ao tubarão-branco.

A. palatasi é conhecido apenas por dentes isolados. Eles são grandes, medindo mais de 4 cm de altura, sugerindo um tubarão que crescia a tamanhos semelhantes ou maiores que o tubarão-branco moderno, que tem em média entre 3,3 e 4,8 m de comprimento e até 6,6 m no comprimento máximo. A coroa é arqueada e larga, com bordas cortantes possuindo serrilhas grosseiras, que são amplamente irregulares em tamanho, mas tornam-se mais finas em direção à ponta. A raiz consiste em lobos profundos e uma base fortemente arqueada. A estrutura dentária de A. palatasi é heterodonte, ou seja, o formato dos dentes varia dentro da mandíbula. Os dentes de A. palatasi são mais semelhantes em tamanho e forma aos dentes de sua espécie-irmã A. grandis, com a principal diferença sendo a presença de serrilhas nos primeiros. O tamanho, a largura e as serrilhas dos dentes de A. palatasi também são convergentes com o tubarão-branco moderno. As semelhanças dentárias entre os dois levaram Ward e Kent a hipotetizar que A. palatasi pode não ter possuído a cauda alongada vista nos tubarões-raposa modernos e, em vez disso, poderia ter um contorno corporal semelhante ao do tubarão-branco.

## Paleoecologia
A maioria dos fósseis de A. palatasi é conhecida de depósitos do Burdigaliano ao Serravaliano da formação Calvert em Maryland e Virgínia, da formação Pungo River [en] na Carolina do Norte e da formação Coosawhatchie [en] na Carolina do Sul. A. palatasi também é ocasionalmente encontrado em Malta, sugerindo que sua distribuição não se restringia ao oeste do Atlântico, mas se estendia ao Mediterrâneo. No entanto, fósseis de A. palatasi não foram encontrados em outras partes do Velho Mundo, embora dentes de A. grandis tenham sido encontrados na Bélgica.
As localidades da costa leste dos Estados Unidos revelaram uma assembleia diversa e rica de vertebrados marinhos. A formação Calvert contém doze gêneros de cetáceos, como os proto-golfinhos Squalodon, Kentriodon e Eurhinodelphis [en], Orycterocetus [en] da superfamília Physeteroidea, os misticetos Mesocetus [en] e Eobalaenoptera, e zifiídeos. Outros mamíferos marinhos incluem pinípedes, como a foca Leptophoca [en]. Entre os tubarões, quatorze gêneros são conhecidos na formação Calvert, incluindo várias espécies de Isurus [en], tubarões Carcharhinus, tubarões-tigre, tubarões-raposa, Hemipristis serra [en], Cosmopolitodus hastalis [en], Parotodus benedenii, Notorynchus e megalodontes da família Otodontidae e seu ancestral direto Carcharocles chubutensis. As formações Pungo River e Coosawhatchie contêm assembleias semelhantes de vertebrados marinhos. É notável que os fósseis de A. palatasi geralmente foram encontrados misturados com os de C. chubutensis.